# Türkenschanze (Wien)
Die Türkenschanze, früher auch Hohe Warte oder Hohenwarth genannt, ist eine plateauartige Erhebung im 18. Wiener Gemeindebezirk Währing. Sie liegt etwa 80 Meter über dem Niveau der Donau und ist 3–4 km von dieser entfernt.
Das Gebiet zwischen Weinhaus und Gersthof ist heute besonders bekannt für den Türkenschanzpark. Auch die Universitätssternwarte Wien und die Universität für Bodenkultur Wien liegen auf der Türkenschanze.

## Geografie

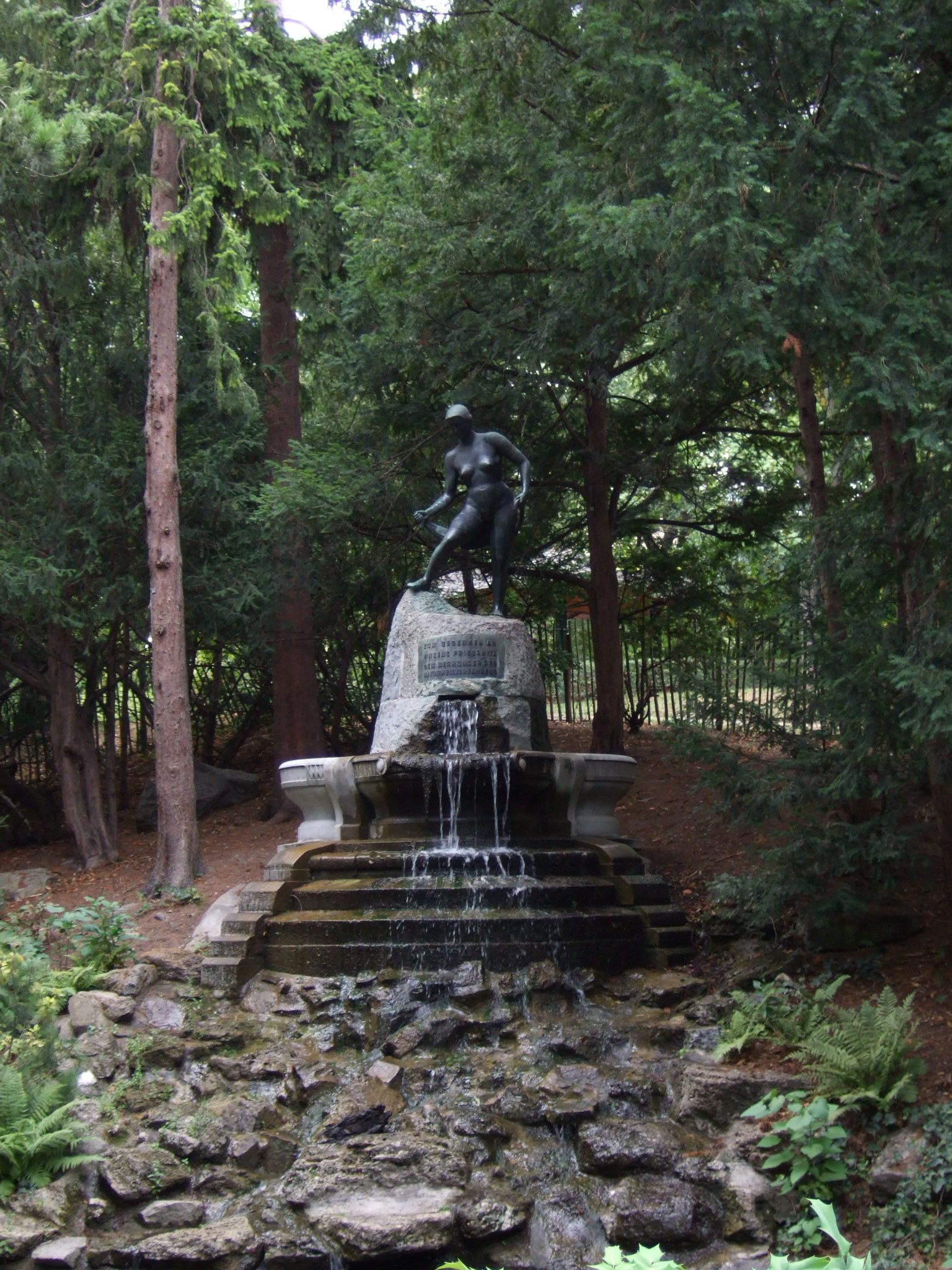
Brunnen mit Statue im Türkenschanzpark

Die Türkenschanze ist Teil des östlichen Ausläufers des Michaelerberges und gehört geographisch zum Wienerwald. Der Höhenzug zieht sich vom Michaelerberg über die Pötzleinsdorfer Höhe und die Windmühlhöhe zur Türkenschanze. Die Türkenschanze besteht aus Sanden, die durch die ehemalige Lage in der Paratethys am Fuße des Wienerwalds entstanden. Sand und Sandstein wurde über Jahrhunderte an der Türkenschanze abgebaut. Zahlreiche Ablagerungen von Meeresbewohnern wurden darin gefunden.
Da die Türkenschanze ursprünglich als Hohe Warte oder Hohenwarth bezeichnet wurde, trugen auch die hier gelegenen Flurnamen den Namen Hohenwarth. Als Ober-Hohenwarth wurde dabei der Hauptzug der Türkenschanze von Pötzleinsdorf bis zum Allgemeinen Währinger Ortsfriedhof (heute Währingerpark) bezeichnet. Die Abhänge unterhalb der heutigen Universitätssternwarte trugen den Namen Unter-Hohenwart. Nieder-Hohenwarth wurde wiederum das Gebiet gegen den heutigen Gürtel und zur Nußdorferlinie bezeichnet.

## Geschichte
Ursprünglich wurde die Türkenschanze als Hohe Warte bezeichnet. Erstmals urkundlich belegt ist sie in einem Kaufvertrag vom 25. Februar 1268, als ein gewisser Dietmar Hopfer einen Weingarten in Hohenwart an den Zwettler Abt Petrolf um 30 Pfennige verkaufte. Der heutige Name ist urkundlich hingegen erstmals 1649 belegt.
Ein in Frankfurt erschienener Stich der Topographie Merians, der das Schloss Hernals zeigt, bezeichnet die Anhöhe als Türkenschantz. Möglicherweise hatten sich hier bereits während der Ersten Wiener Türkenbelagerung 1529 Proviant- oder Pulvermagazine befunden, die verschanzt angelegt worden waren. Auch sollen sich an der Anhöhe während der ersten Türkenbelagerung die Paschas von Skutari und Semendria getroffen haben. Zur Verfestigung des Namens Türkenschanze dürfte aber insbesondere die Zweite Wiener Türkenbelagerung beigetragen haben. 1683 hatten die Türken hier eine rasch aufgeworfene Befestigungsanlage errichtet, um den Belagerungsring vor dem Entsatzheer zu schützen. Am 11. September errichteten die Türken zwischen Weinhaus und Gersthof eine Redoute, die den Quellen nach mit sechs bis zehn Kanonen bestückt wurde. Erst nach erbitterten Kämpfen konnte das Entsatzheer unter Karl von Lothringen am 12. September die Stellung der Türken nehmen. Den abgesessenen sächsischen Dragonern und den zwei kaiserliche Regimentern, die gegen 17.00 Uhr die Stellung erobert hatten, war dabei die Stellung der Kanonen zugutegekommen. Diese hatten den toten Raum unterhalb eines steilen Abhanges nicht erreichen können. Ende des 19. Jahrhunderts wurden an der Türkenschanze Massengräber türkischer Soldaten ausgehoben. Als Zar Peter I. am 28. Juni 1698 die Türkenschanze besuchte, waren die türkischen Befestigungen noch deutlich erkennbar. Bis um 1880 soll der Ring der Verschanzung noch deutlich erkennbar gewesen sein. Auch nach der Türkenbelagerung diente die Türkenschanze militärischen Zwecken. Um 1700 errichtete die kaiserliche Militärverwaltung ein großes und zwei kleine Pulvermagazine, wobei es sich bei dem größeren Magazin um ein einstöckiges Bauwerk aus Stein mit Schießscharten handelte. Im Sommer 1802 ereignete sich eine Explosion in einem der Magazine von Weinhaus, die einige Menschen das Leben kostete. Bis 1890 wurden die Magazine militärisch bewacht, der große Pulverturm musste 1896 dem Neubau der Hochschule für Bodenkultur weichen.
In einem Wanderführer aus dem Biedermeier, dem Werk „Wien’s Umgebungen auf zwanzig Stunden im Umkreise“ von Adolf Schmidl aus dem Jahre 1835, wird das damals noch bestehende Munitionsdepot beschrieben:
Im Mittelpunkt stehen massive Munitionsgebäude, welche von kleineren Pulvertürmen umgeben sind. Das Ganze ist mit einer Schranke rings umzogen, und zahlreiche Schildwachen hindern noch insbesondere jede Annäherung, so wie selbst außer diesem Raume niemand in der Nähe Tabak rauchen darf. Man kann sich hier eines unheimlichen Gefühles wohl nicht erwehren. Der öde, in schauerlicher Stille liegende Hügel ist nicht unähnlich einem ruhenden Vulkane inmitten einer blühenden Landschaft! – Weiter aufwärts liegt das Wachthaus und eine Schenke.
Ende des 19. Jahrhunderts war die Türkenschanze großteils unverbaut. Neben den militärischen Gebäuden hatten sich auf der Türkenschanze Ende des 18. Jahrhunderts nur kurz zwei Windmühlen befunden. An der Stelle der heutigen Gastwirtschaft im Türkenschanzpark war zudem eine private Schießanlage angelegt worden.
1873 begann der Wiener Cottageverein mit der Errichtung der ersten Villen auf der Türkenschanze. Allmählich entwickelte sich an der Grenze zwischen Währing und Döbling das erste Wiener Cottageviertel. Auch der Baubeginn für die Universitätssternwarte fällt in das Jahr 1873.  1888 wurde der Türkenschanzpark angelegt, 1896 das Hauptgebäude der Hochschule für Bodenkultur eröffnet.

## Wirtschaftliche Nutzung
1299 wird in einer Schenkungsurkunde an das Stift Lilienfeld eine Steingrueb erwähnt, die einst hinter der rechten Straßenseite der Gentzgasse, in der Nähe der heutigen Weinhauserkirche, lag. Bis 1708 befand sich der Steinbruch in kaiserlichem Besitz. 1708 schenkte Josef I. den Steinbruch den Brüdern von Monte Serrato (Schwarzspanierorden), er wurde aber auch danach noch oftmals als kaiserlicher Steinbruch bezeichnet. Dieser lieferte über Jahrhunderte Baumaterial für die Befestigungsanlagen Wiens. Der gelieferte Sandstein war dabei von sehr guter Qualität und wurde auch beim Bau der Karlskirche eingesetzt. Auch ein zweiter Steinbruch in Privatbesitz existierte an der Türkenschanze. Ende des 18. Jahrhunderts bestanden auf der Türkenschanze auch zwei Windmühlen, die jedoch nach wenigen Jahren wieder abgetragen wurden.
Wesentlich zum Einkommen der Währinger Bevölkerung trug auch der Weinbau an der Türkenschanze bei. Zahlreiche Namen von Weingärten, die oftmals im Besitz bekannter Bürgerfamilien waren, sind überliefert. Der Wein deckte jedoch nicht nur den Weinkonsum der Wiener, er wurde auch ins Ausland geliefert. Leopold I. exportierte beispielsweise 1671 Wein aus Währing und Hernals in die Niederlande, der dort für seine Qualität gelobt wurde. Der Währinger Wein stammte dabei mit Sicherheit von den Abhängen der Türkenschanze, da auf den Hängen des Mitterberges kein Wein angebaut wurde.